# Syndrome de Tolosa-Hunt
 Mise en garde médicale
Le syndrome de Tolosa-Hunt est une maladie rare caractérisée par des maux de tête sévères et unilatéraux accompagnés de douleurs orbitaires, ainsi que par une faiblesse et une paralysie (ophtalmoplégie) de certains muscles oculaires (paralysies extraoculaires).
En 2004, l'International Headache Society a fourni une définition des critères diagnostiques incluant le granulome.

## Signes et symptômes
Les symptômes sont généralement limités à un côté de la tête et, dans la plupart des cas, la personne touchée ressentira une douleur intense et aiguë ainsi qu'une paralysie des muscles autour de l'œil. Les symptômes peuvent s’atténuer sans intervention médicale, mais réapparaître dans quelques mois voire années sur un mode plus ou moins semblable.
De plus, les personnes affectées peuvent présenter une paralysie de divers nerfs faciaux et un affaissement de la paupière supérieure (ptosis). D'autres signes incluent une vision double, de la fièvre, une fatigue chronique, des vertiges ou des arthralgies. Parfois, le patient peut présenter une sensation de protrusion d'un ou des deux globes oculaires (exophtalmie),.

## Étiologie
La cause du syndrome de Tolosa-Hunt n'est pas connue, mais on pense que le trouble est, et souvent supposé, associé à une inflammation des zones situées derrière les yeux (sinus caverneux et fissure orbitaire supérieure).

## Diagnostic
Le syndrome de Tolosa-Hunt est généralement diagnostiqué par exclusion et, en tant que tel, un grand nombre d'examens complémentaires sont nécessaires pour exclure d'autres causes des symptômes du patient. Ces tests comprennent une formule sanguine complète, des analyses de la fonction thyroïdienne et une électrophorèse des protéines sériques. Les études sur le liquide cérébrospinal peuvent également être utiles pour distinguer le syndrome de Tolosa-Hunt des affections présentant des signes et symptômes similaires.
Des IRM du cerveau et de l'orbite avec et sans contraste, une angiographie par résonance magnétique ou une angiographie par soustraction numérique et une tomodensitométrie du cerveau et de l'orbite avec et sans contraste peuvent toutes être utiles pour détecter des modifications inflammatoires du sinus caverneux, de la fissure orbitaire supérieure et/ou ou sommet orbitaire. La modification inflammatoire de l'orbite sur l'imagerie en coupe transversale en l'absence de paralysie du nerf crânien est décrite par la nomenclature plus bénigne et générale des pseudotumeurs orbitaires[réf. nécessaire]. Parfois, une biopsie peut être nécessaire pour confirmer le diagnostic, car elle est utile pour exclure un cancer. D'autres diagnostics à considérer incluent le craniopharyngiome, une migraine et le méningiome.

## Traitement
Le traitement du syndrome de Tolosa-Hunt comprend des immunosuppresseurs tels que des corticostéroïdes (souvent de la prednisolone) ou des agents épargneurs de stéroïdes (tels que le méthotrexate ou l'azathioprine).
La radiothérapie a également été proposée.

## Pronostic
Le pronostic du syndrome de Tolosa-Hunt est généralement considéré comme bon. Les patients répondent généralement aux corticostéroïdes et une rémission spontanée peut survenir, même si les mouvements des muscles oculaires peuvent rester dégradés. Environ 30 à 40 % des patients traités pour le syndrome de Tolosa-Hunt connaissent une rechute.

## Épidémiologie
Le syndrome de Tolosa-Hunt est rare à l'échelle internationale. Il existe un cas enregistré en Nouvelle-Galles du Sud, en Australie. Les deux sexes, hommes et femmes, sont touchés de la même manière, et cela survient généralement vers l'âge de 60 ans.